# 詹姆斯·鲍德温
詹姆斯·亞瑟·鲍德温（英語：James Arthur Baldwin，1924年8月2日—1987年12月1日），美國作家，小说家，诗人，剧作家和社会活动家。
作为黑人和同性恋者，鲍德温的不少作品关注20世纪中叶美国的种族问题和性解放运动。代表作有小说《山巅宏音》、《乔瓦尼的房间》、《另一个国家》等。

## 生平

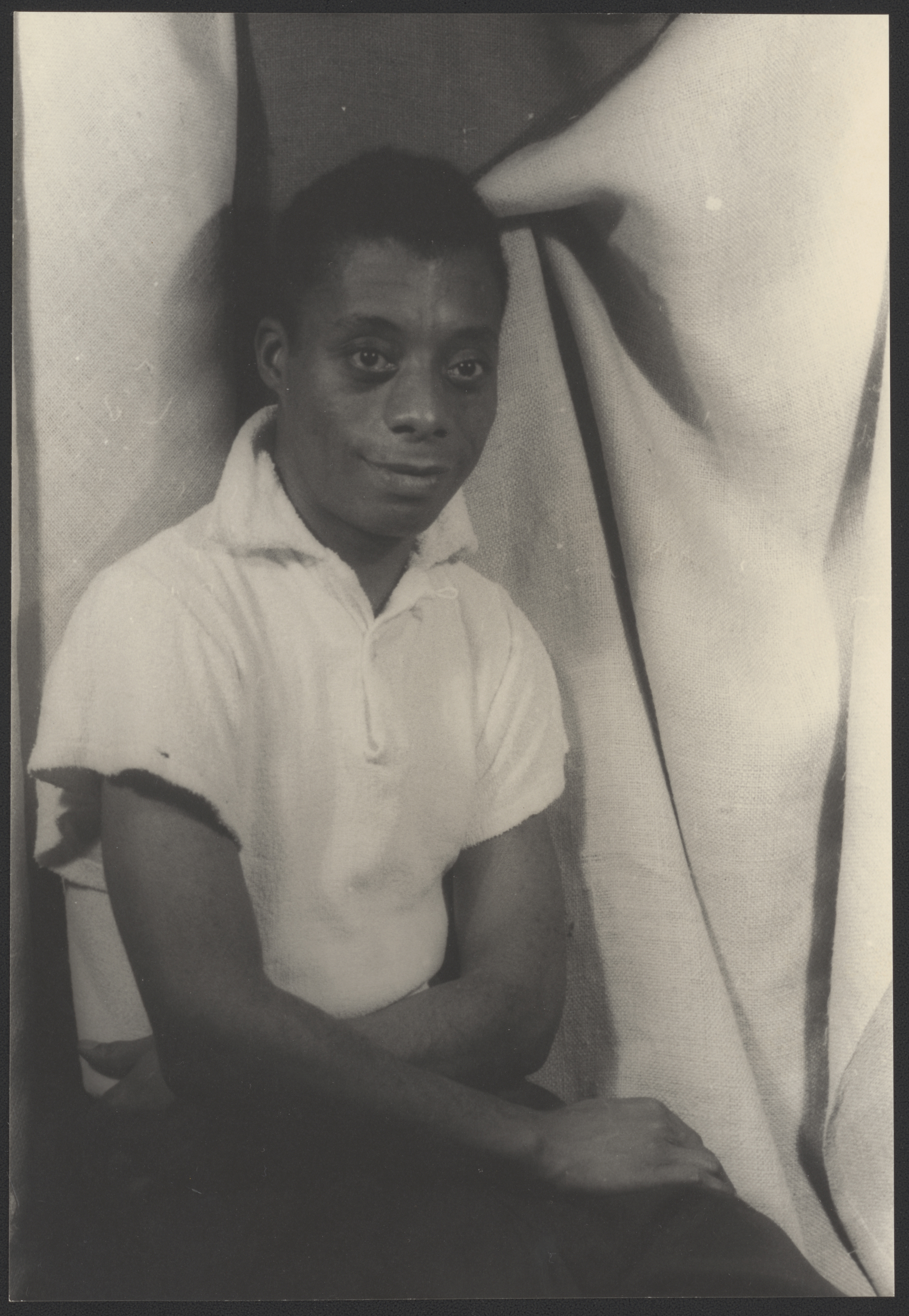
詹姆斯·鲍德温，摄影家卡尔·范·韦克滕（Carl Van Vechten）摄于1955年

詹姆斯尚在襁褓中时他的母亲艾玛·乔恩斯嫁给了牧师大卫·鲍德温并搬到纽约的哈林区。詹姆斯从小家境贫寒，他与继父的关系也很紧张。14岁的时候他成为了一名五旬节教派的牧师，经常上台宣讲。
17岁的时候，鲍德温放弃宗教信仰，搬到纽约作家艺术家云集的格林威治村，并开始写作（后于1955年结集出版《土生子的札记》）。
鲍德温很早就已经意识到自己的同性恋倾向。1948年，由于深感美国对黑人和同性恋的歧视，鲍德温离开美国来到了巴黎。他希望自己的作品不要“仅仅因为是黑人，甚或黑人作家”而受到关注，他希望跳出黑人文学的圈子在更大的世界中重新审视自己和自己的作品。同时他逃离美国也让他得以正视自己性向上的挣扎，也逃离了很多跟他一样的美国黑人青年在纽约感到的压抑和无望。
在巴黎，鲍德温很快参与到左岸的激进主义浪潮。他开始在一些文学选刊上发表作品，比如在他的朋友乔治·索洛莫斯（笔名为Themistocles Hoetis）担任编辑的《零：文学与艺术评论》（Zero; A Review of Literature and Art）的创刊号上发表了批评理查德·赖特的“每个人的抗争小说”（Everybody's Protest Novel）一文。
1953年，鲍德温发表了他的第一部小说：半自传体的《山巅宏音》（Go Tell It on the Mountain），两年后出版了第一本散文集《土生子的札记》。除了赖以成名的小说和散文，鲍德温也尝试过多种文学体裁，包括诗歌、戏剧等。
他的第二本小说《乔瓦尼的房间》1956年甫一出版即引起争议，主要因为文中有直白的同性情色内容，而且出乎人们意料的是这本书的角色全部是白人。接下来的两部小说《另一个国家》和《告诉我火车开走了多久》中进行了更广泛的尝试，涉及黑人和白人的关系，以及异性恋、同性恋、双性恋等。这些作品也充分反映了1960年代的动荡和愤怒。
相近的时代主题也出现在鲍德温的长文《在十字路口》（Down at the Cross）里，这篇文章最早发表于纽约客，鲍德温因此登上1963年的时代周刊封面（当时他正在南部宣讲民权运动）。另一篇长文《街上的无名者》也论及了他1960年代后期的亲身经历，特别是他的三位友人麦格·艾佛斯（Medgar Evers）、马尔科姆·X（Malcolm X）以及马丁·路德·金的暗杀事件。
从1962年回到美国起，鲍德温参与了民权运动，他的理念介于更诉诸力量的马尔科姆·X和非暴力的马丁·路德·金之间。1963年，他参与了黑人民权运动领袖们与罗伯特·肯尼迪的会谈，并于8月28日和友人马龙·白兰度、西德尼·波蒂埃等参与了著名的华盛顿特区民主大游行。1968年，鲍德温参与联署“作家与编辑反对战争税”活动抗议越战。
鲍德温在1970年代到80年代的作品一直不太受到关注，不过近年来也开始引起一些注意。这段时期鲍德温搬回法国南部，主要的作品是小说《假若比尔街能够讲话》和《Just Above My Head》，主要关注于黑人家庭的重要性。他同时出版了一本诗集和一些散文集。
1987年12月1日凌晨（也有部分报道为11月30日深夜），鲍德温因胃癌去世，葬在纽约附近哈茨代爾的芬克里夫墓园（Ferncliff Cemetery）。

## 个人关系、影响和评价
鲍德温早年结识并极为尊崇年长的黑人作家理查德·赖特，他的第一本散文集《土生子的札记》标题即是向赖特的小说《土生子》（Native Son）致敬。然而1949年鲍德温发表的文章“每个人的抗争小说”（Everybody's Protest Novel）终结了两人的友谊
，文中鲍德温评论《土生子》和《汤姆叔叔的小屋》一样缺乏可信的角色和心理复杂度。不过之后在一次访谈中鲍德温说自己仍然推崇赖特。
1949年鲍德温认识并爱上了比他小八岁的路西安·哈珀斯伯格（Lucien Happersberger）。三年后路西安结婚让鲍德温非常痛苦。另一个对鲍德温影响重大的是黑人画家博福·德里尼（Beauford Delaney）。在1985年的作品《票价》中鲍德温写道：“对我来说，德里尼是黑人能成为艺术家的活生生的证明。”
鲍德温影响了很多作家，托妮·莫里森亲自编辑了鲍德温的小说和散文集两卷本。
1999年，《乔瓦尼的房间》在同性恋组织“出版三角”的百部最佳同性文学作品评选中排名第二。
2002年，鲍德温被学者Molefi Kete Asante列为100位伟大的美国黑人之一。
2005年，《山巅宏音》被《时代》杂志评为“1923-2005百佳英语小说”之一。

## 作品

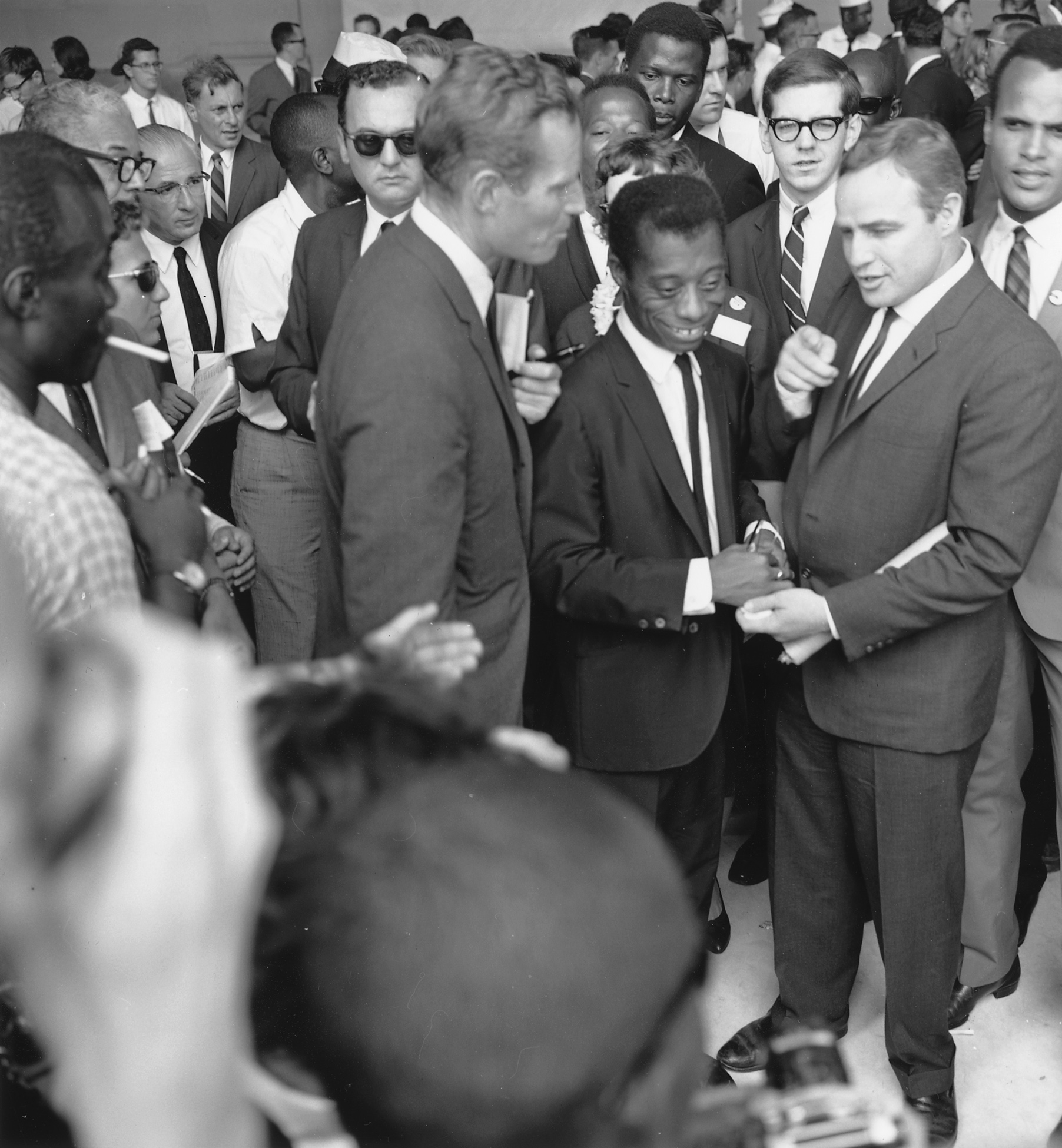
鲍德温与好莱坞明星查尔斯·劳顿、马龙·白兰度、西德尼·波蒂埃，摄于1963年华盛顿特区大游行

- 《山巅宏音》 Go Tell It on the Mountain：半自传体小说，1953年
- 《阿门角》 The Amen Corner：剧本，1954年
- 《土生子札记》 Notes of a Native Son ：散文集，1955年
- 《乔瓦尼的房间》Giovanni's Room：小说，1956年
- 《没有人知道我的名字》Nobody Knows My Name: More Notes of a Native Son：散文集，1961年
- 《另一个国家》Another Country：小说，1962年
- A Talk to Teachers：散文集，1963年
- 《下一次将是烈火》The Fire Next Time：散文集，1963年，包括文章《在十字路口》
- 《黑人怨》Blues for Mister Charlie：剧本，1964年
- Going to Meet the Man：短篇故事集，1965年在英国出版
- 《告诉我火车开走了多久》Tell Me How Long the Train's Been Gone：小说，1968年
- No Name in the Street：散文集，1972年
- 《假若比尔街能够讲话》If Beale Street Could Talk：小说，1974年
- The Devil Finds Work：散文集，1976年
- Just Above My Head：小说，1979年
- Jimmy's Blues：诗集，1983年
- The Evidence of Things Not Seen：散文集，1985年
- 《票价》The Price of the Ticket：散文集，1985年
- The Cross of Redemption: Uncollected Writings：散文集，2010年
- 《大岩石》"The Rockpile 1965年